# Europäische Wing-Tsun-Organisation
Die Europäische WingTsun-Organisation (EWTO) ist eine kommerzielle Kampfkunst-Organisation mit lizenzierten Vertragsschulen in verschiedenen Ländern. Sie ist eine Abteilung der WingTsun GmbH & Co. KG. Gründer und Leiter der EWTO war Keith Kernspecht, der gleichzeitig auch einer der Geschäftsführer der WingTsun GmbH & Co. KG war.

## Angebote
Kern der durch die lizenzierten Vertragsschulen vermittelten Unterrichtsinhalte der EWTO ist Wing Tsun, eine auf Leung Ting zurückgehende Stilrichtung der Kampfkunst Wing Chun. Dabei wird wie in anderen Kampfkünsten vermittelt, nicht gegen die Kraft des Gegners zu arbeiten, sondern die Angriffe „weich“ aufzunehmen und die Kraft gegen den Gegner einzusetzen. Davon unabhängig werden zusätzliche Unterrichtsangebote vermittelt, wie das 1977 eingeführte Escrima und das Gesundheitstraining ChiKung.

## Geschichte
Im Jahr 1976 wurde, damals noch als Deutscher Wing Tsun Bund, im Fachorgan des  Deutschen Karate-Bundes e. V. für das erste deutsche Wing-Tsun-Lehrbuch geworben. Die Bild-Zeitung Hannover vom 8. Juni sowie 9. Juni 1976 berichtete ausführlich über den ersten Deutschlandbesuch von Kernspechts Lehrer Leung Ting.
1979 verlagerte die Organisation ihr Büro nach Heidelberg und 1980 nach Neckarsteinach. Von 1982 bis 2009 befanden sich die Verwaltung und die Trainerakademie im Schloss Langenzell, Wiesenbach (Baden). Im Jahr 2010 erfolgte ein erneuter Umzug nach Heidelberg.
Die EWTO hat maßgeblich zur Kommerzialisierung einzelner Stilrichtungen des Wing Chun im deutschsprachigen Raum beigetragen.

## Verbreitung
Die EWTO lizenziert ihre Schulen derzeit in den meisten Ländern Europas. Neben den DACH-Ländern unter anderem auch in Italien, den Niederlanden, Tschechien, Portugal und Spanien. Ungarn und Polen gehören zu den Ländern, in denen die EWTO bisher nicht vertreten ist.

## Kritik

### Markenschutz
Wing Tsun, ein ursprünglich von Sepp Schembri 1982 registrierter Markenname, ist eine eigene Romanisierung von 咏春 (yǒng chūn, kantonesisch: Wing Chun). 
Derzeit hat Keith R. Kernspecht verschiedene Marken schützen lassen. So auch z. B. den Markennamen Leung Ting Wingtsun. Die Vorgehensweise des Markenschutzes wird kritisch gesehen, da Keith R. Kernspecht im Laufe der Jahre auch Markenzeichen schützen ließ, die nicht unmittelbar mit der von ihm gegründeten Organisation in Verbindung standen. Dadurch wurde es Konkurrenten erschwert, sich namentlich von der EWTO oder dem Wing Tsun abzugrenzen. Diese Vielzahl von geschützten Marken war bis dato einzigartig in der deutschen Kampfsportlandschaft.

### Kommerzialisierung
Die lizenzierten Vertragsschulen der EWTO arbeiten als Franchising-Unternehmen. Dazu müssen sie im Besitz einer turnusgemäß zu erneuernden Gebietslizenz für einen festgelegten Postleitzahlbezirk sein, wodurch regionaler Gebietsschutz entsteht. Die Kosten für den Schüler gliedern sich in Gebühren für den Verband und für die eigenständige regionale Schule.
Alle lizenzierten Vertragsschulen lehren nach dem standardisierten EWTO-Programm, wobei für die jeweils nächste Lernstufe eine entsprechende interne kostenpflichtige  Graduierungsprüfung notwendig ist. Die genaue Kostenstruktur ist von der jeweiligen lizenzierten Vertragsschule abhängig, Gesamtkosten von deutlich über tausend Euro für Lehrgänge und Prüfungen bis zum Erreichen des 12. Schülergrades sind dabei möglich, die sich auf etwa vier Jahre oder mehr verteilen. Ursprünglich sind Schüler- und Meistergrade bei chinesischen Kampfkünsten unüblich gewesen, da diese keine Hierarchien kennen, abgesehen von der Beziehung Meister/Schüler oder – bei Familienstilen, wie etwa dem Wing Chun – Vater/Sohn. Alle von der EWTO intern geprüften Grade gelten nur innerhalb der EWTO-Struktur.